# France 1 (voilier)
Pour les articles homonymes, voir France (homonymie), section Navires.
Le France 1 est un voilier français qui participa à trois éliminatoires de la Coupe de l'America en 1970, 1974 et 1977. Il fut la propriété de Marcel Bich (1914-1994), industriel et yachtman français. Il est classé monument historique en 1992.
Le bateau est donné à l'École navale de la Marine nationale en 1984, qui le rétrocèdera pour rénovation à l'Association française pour la Coupe de l'America en 2010. Il navigue à nouveau depuis 2013.

## Caractéristiques

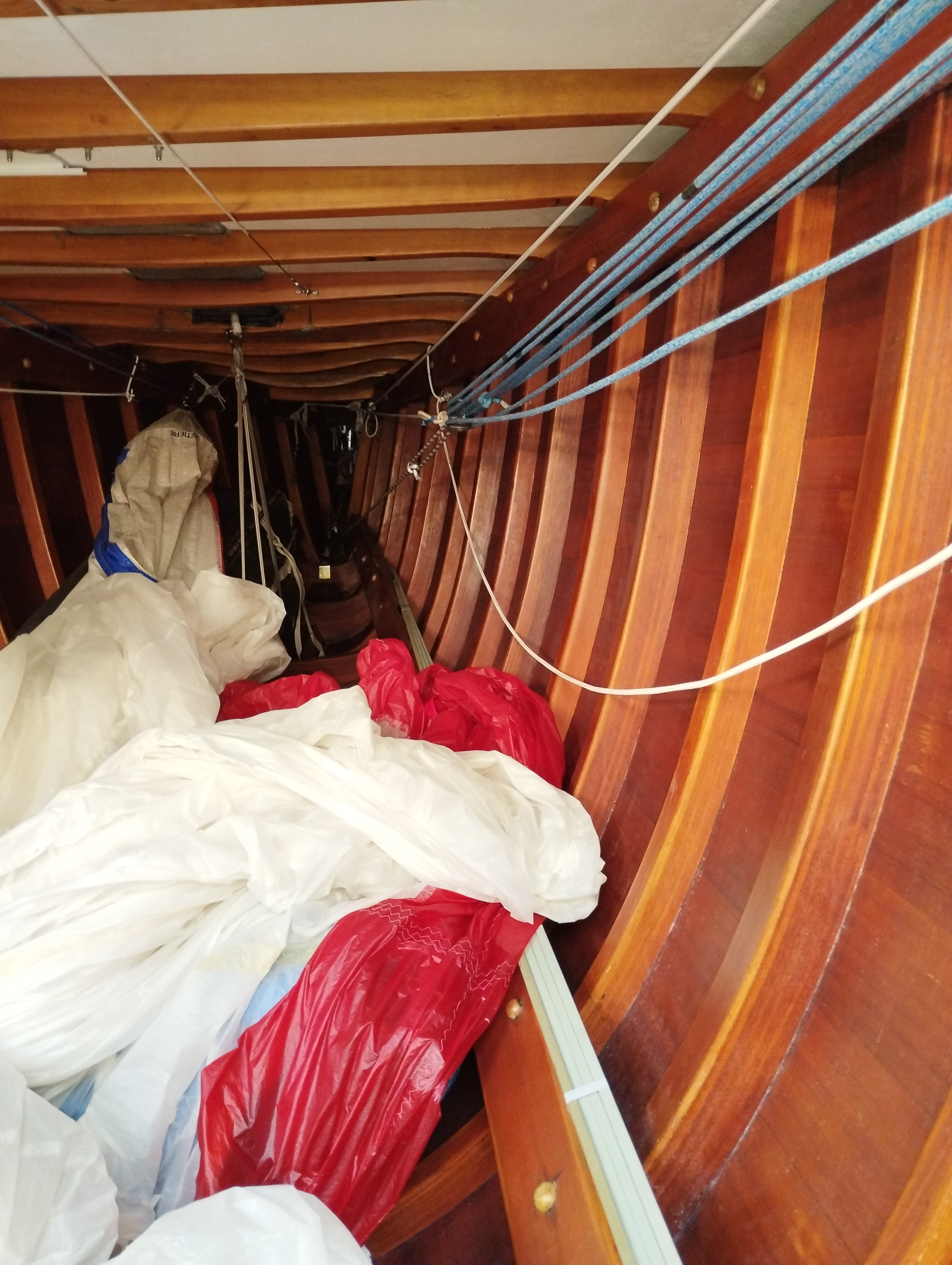
Soute avant et membrures bois du France.

De classe 12 mètres JI, avec une coque en bois moulé à membrures en acajou, le navire pouvait envoyer 300 m2 de voilure au près. Le baron Bich le fit construire par le chantier suisse Egger. Pour des questions de règlement de la Coupe de l'America et pour que le bateau puisse concourir sous les couleurs françaises, celui-ci avait créé une succursale à Pontarlier (Doubs) spécialement pour construire ce voilier.

## Histoire
En 1966, Marcel Bich crée l’Association française pour la Coupe de l’America (AFCA), avec l'intention de conquérir celle-ci.
Il fait concevoir en 1968 un 12 Metre JI d'entrainement par l'architecte américain Britton Chance, qui sera construit au chantier Egger, et baptisé Chancegger. Construit en Suisse Chancegger ne peut pas être le bateau officiel du défi français, mais permet à Bich de confier en 1969 à l'architecte français André Mauric la construction du France en s'inspirant de cette conception moderne, à Pontarlier (Doubs) où une annexe du chantier Egger est créée à cette fin.
En 1970, le France participe pour la première fois à la sélection du challenger de la Coupe de l'America, contre le bateau australien Gretel II.
Il participe à nouveau à la Coupe sans parvenir à être challenger, en 1974 contre Southern Cross, puis en 1977 contre Australia en remplacement de son successeur France 2 qui est moins performant.
En 1984, l'AFCA prête le France au nouveau challenge genevois préparant la Coupe 1987. Rebaptisé Helvetia, il navigue quelques mois sur le lac Leman jusqu'à échapper de peu à un incendie qui ravage le chantier où il se trouvait. L'AFCA le récupère, lui redonne son nom d'origine et le confie à l'École navale de la Marine nationale, où il est utilisé autour de Brest pour la formation des officiers. Mais le bateau, se révélant cher à entretenir, fut peu utilisé.
Il est classé monument historique le 12 février 1992, puis oublié pendant 20 ans.
En 2010, Bruno Bich fait restituer le France à l’AFCA, et le fait rénover avec l'aide de l'État au Chantier naval de Vilaine à Arzal (Morbihan). Le France est remis à l'eau à La Trinité-sur-Mer en avril 2013. Il est basé en Méditerranée à Hyères depuis 2018.
Il régate régulièrement lors d’événements de yachts classiques, partout en Europe.

## Descendance
Après ses premières tentatives de sélection à la Coupe de l'America avec le France (F-1) en 1970 et 1974, Marcel Bich se réengagera dans le défi de la Coupe, toujours avec l'AFCA et d'autres bateaux « France » bénéficiant des enseignements du premier du nom.
Ce seront France 2 en 1977, peu performant et remplacé in extrémis par son prédécesseur France modifié, puis France 3, en aluminium, qui parviendra jusqu'aux finales de sélection en 1980 ou il perdra face au challenger Australia. Racheté par le producteur de cinéma Yves Rousset-Rouard, France 3 n'aura pas plus de succès en 1983, face à Australia II, futur vainqueur de cette édition.